# 楽天インシュアランスホールディングス
楽天インシュアランスホールディングス株式会社（らくてんインシュアランスホールディングス、英: Rakuten Insurance Holdings Co., Ltd.）は、楽天グループ株式会社傘下の金融持株会社である。楽天グループの保険中間持株会社として2018年7月2日に設立された。

## 概要
楽天グループの保険子会社3社（楽天生命保険、朝日火災海上保険、楽天少額短期保険）および保険代理店子会社2社（楽天インシュアランスプランニング、楽天アンセルインシュアランス）について、共同株式移転方式による中間持株会社の設立を2018年6月11日の取締役会で決定し、6月28日の株主総会での決議を経て、7月2日に設立した。
2019年1月1日、楽天インシュアランスプランニング（楽天IP）を存続会社として保険代理店子会社3社を統合した。
同年4月1日には、楽天グループの再編により親会社が楽天カード株式会社に異動した。

## 傘下企業

### 保険業
- 楽天生命保険株式会社（旧：アイリオ生命保険株式会社）

詳細は当該項目を参照。
- 楽天損害保険株式会社（旧：朝日火災海上保険株式会社）

詳細は当該項目を参照。
- 楽天少額短期保険株式会社（旧：もっとぎゅっと少額短期保険株式会社）

詳細は当該項目を参照。

### 保険代理業
- 楽天インシュアランスプランニング株式会社

「楽天の保険比較」のブランドでネット販売を中心に事業を展開。

### かつての傘下企業
- 株式会社楽天アンセルインシュアランス（旧：株式会社アンセルインシュアランス）

中小企業を対象とした対面販売型の乗合保険代理店を運営。2016年楽天傘下となり、2017年7月商号変更。
2019年1月1日をもって楽天インシュアランスプランニングに吸収合併。
- 株式会社みらいの保険（旧：朝日火災ビジネスサービス株式会社）

対面販売型の乗合保険代理店「みらいの保険」を運営する旧朝日火災の子会社。2017年4月に商号変更。
2019年1月1日をもって楽天インシュアランスプランニングに吸収合併。